# Campionato asiatico 1985 (hockey su pista)
Il Campionato asiatico di hockey su pista 1985 è stata la prima edizione della massima competizione asiatica per le rappresentative di hockey su pista maschili maggiori e fu organizzata dalla CARS. La competizione si svolse ad Okaya in Giappone. 
La vittoria finale è andata alla nazionale del Giappone che si è aggiudicata il torneo per la prima volta nella sua storia.

## Formula
Il campionato asiatico 1985 vide la partecipazione di due nazionali asiatiche il Giappone e l'India.

## Squadre partecipanti
| Squadra  | Partecipazioni precedenti al torneo |
| -------- | ----------------------------------- |
| Giappone | Esordiente                          |
| India    | Esordiente                          |

Nota bene: nella sezione "partecipazioni precedenti al torneo" le date in grassetto indicano la squadra che ha vinto quell'edizione del torneo

## Svolgimento del torneo

### Classifica finale
| Pos | Squadra  | Pt | G | V | N | P | GF | GS | DG |
| --- | -------- | -- | - | - | - | - | -- | -- | -- |
| 1.  | Giappone | ?  | ? | ? | ? | ? | ?  | ?  | ?  |
| 2.  | India    | ?  | ? | ? | ? | ? | ?  | ?  | ?  |